# Ященко Іван Григорович
Іван Григорович Ященко (15 червня 1918 — 10 лютого 1998) — Герой Радянського Союзу (1945).

## Біографія
Народився 15 червня 1918 року в селі Мамекине (нині Новгород-Сіверський район Чернігівської області України). Українець.
З 1932 року вихованець 48-го кубано-козацького кавалерійського полку (м. Осиповичі). Закінчив 9 класів. У РСЧА з 1937 року.
Закінчив Смоленське військове технічне училище в 1940 році.
На фронтах німецько-радянської війни з червня 1941 року. Командир взводу автоматників 738-го стрілецького полку (134-а стрілецька дивізія, 69-а армія, 1-й Білоруський фронт) молодший лейтенант І. Г. Ященко зі взводом 29 липня 1944 року першим переправився через річку Вісла південно-західніше міста Пулави (Польща). Взвод, закріпившись, утримав захоплений рубіж.
З 1946 року старший лейтенант І. Г. Ященко у запасі. Жив у місті Новгород-Сіверський. Був на адміністративно-господарській роботі.

## Звання та нагороди
24 березня 1945 року Івану Григоровичу Ященку присвоєно звання Герой Радянського Союзу.
Також нагороджений:
- орденом Леніна
- 2-ма орденами Вітчизняної війни 1 ступеня
- орденом Вітчизняної війни 2 ступеня
- орденом Червоної Зірки
- медалями